# فرگشت زهر مار

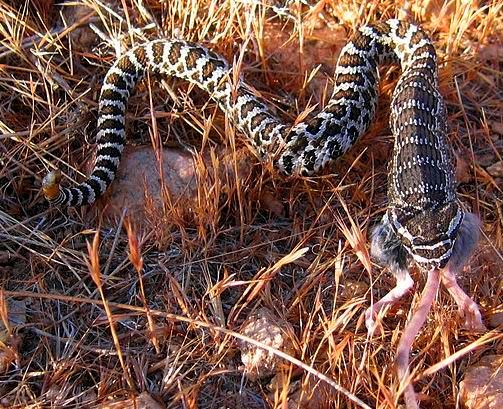
مار زنگی Crotalus oreganus در حال خوردن طعمه خود است که از زهر خود برای مهار آن استفاده می‌کند.

زهر موجود در مارها و برخی مارمولک‌ها نوعی بزاق است که در طول تاریخ تکامل خود به زهر تغییر یافته است. در مارها، زهر برای کشتن یا تحت کنترل درآوردن طعمه، و همچنین برای انجام دیگر کارکردهای مرتبط با رژیم غذایی تکامل یافته است. در حالی که مارها گاهی از زهر خود برای دفاع از خود استفاده می‌کنند، اعتقاد بر این نیست که این تأثیر قوی بر تکامل زهر داشته باشد. تصور می‌شود که تکامل زهر پاسخگوی گسترش عظیم مارها در سراسر جهان است.